# 安娜别墅
36°04′0″N 120°18′54″E / 36.06667°N 120.31500°E
安娜别墅是位于中国山东省青岛市市南区浙江路26号的一座别墅，建于1901年，最初为德国商人罗伯特·卡普勒的别墅，后为富商刘子山住宅。现为市南区一般不可移动文物。

## 建筑历史
1901年，德国商人罗伯特·卡普勒（德語：Robert Kappler）在路易特波尔德街（Luitpoldstraße，今浙江路）与柏林街（Berliner Straße，今曲阜路）路口西南角购地并建设了他的私人住宅，并以其母亲的名字命名为“安娜别墅”（Villa Anna）。卡普勒在青岛开办了德远洋行，并先后在大窑沟和孤山建设了砖瓦厂。卡普勒的砖瓦厂是当年青岛市内主要砖瓦制造商之一，规模仅次于捷成洋行砖瓦厂。1905年，罗伯特·卡普勒因健康原因离开青岛回到德国，其公司由长子汉斯·卡普勒（Hans Kappler）继续经营。不久，汉斯也离开青岛，赴海参崴从事建材生意，德远洋行由老卡普勒的幼子海因里希·卡尔·卡普勒（Heinrich Karl Kappler）接手。
1914年11月日军占领青岛后，卡尔·卡普勒作为战俘被送往日本关押，而安娜别墅在1914年前已被卖给李氏朝鲜贵族、骊兴闵氏的閔泳瓚。另据英国汇丰银行资料，该楼1915年曾归汇丰银行青岛分行使用。1918年，闵泳瓒将安娜别墅卖给富商刘子山，刘子山一家便迁居于此。1920年11月4日，刘子山发妻林氏在安娜别墅逝世。后来，别墅内又发生煤烟中毒事故，导致一名女佣中毒身亡，刘子山的续弦夫人焦氏也险些丧命。一系列的不祥事件使得刘子山认为安娜别墅是凶宅，并将原因归结为别墅西侧的洋葱形圆顶。刘子山便迁居至蒙阴路西侧的一处别墅内，将安娜别墅送给长女刘景隋一家。1937年4月，安娜别墅曾经历一次维修，工程师为王德昌。
1949年后，安娜别墅曾为青岛市房产局所使用，后改为民宅。2000年，该建筑以“刘氏旧宅”之名列入第一批青岛市历史优秀建筑名单。该建筑2000年代时曾为青岛新园房地产开发有限公司所使用。2012年11月6日，该建筑以“卡普勒别墅旧址”之名列入市南区未核定为文物保护单位的不可移动文物（一般不可移动文物）名录。2013年下半年，安娜别墅开始翻修，期间施工方将别墅院墙拆除曾引发争议，2014年3月完工。经历两年闲置后，一家名为“青岛书房”的书店于2016年6月19日在安娜别墅开业。约2021年，“青岛书房”闭店。2022年12月，此处改为市南区民政局婚姻登记处西部巡回点。

## 建筑特色
安娜别墅建筑面积719.24平方米，总高13.4米，二层砖石结构，有阁楼、地下室，蒙莎式红瓦屋顶。外立面装饰精细，具有巴洛克风格的特点。西北角和北立面分别由两处入口，南立面建有以方柱支撑的阳台，西立面建有洋葱顶塔楼，东、南两立面檐口起山墙，其中东立面山墙顶端刻有“1901”的字样（南立面山墙的1901字样为2013年翻修所刻）。另外东立面一处窗饰上有人物头像雕塑。室内铺设木质地板，门、窗、楼梯扶手等均为木制，且多有雕饰。
该建筑2013年翻修时，媒体称此次翻修为“修旧如旧”，但实际上翻修后的安娜别墅与翻修前有不少改变：别墅院墙被拆除，南侧阳台的方柱被加粗，一楼阳台的东侧栏杆被拆卸增建台阶，西北角新开一处入口，外墙及屋面的颜色也不同于往日。

## 图集
- 安娜别墅旧貌
- 自观海山远眺安娜别墅，约1904年
- 安娜别墅东北侧视角，外立面为翻修前的状况，2005年8月
- 翻修后的安娜别墅，2015年1月